# Nicolas Rambaud
Nicolas Rambaud (Poitiers, Francia) es bailarín, coreógrafo y pedagogo especializado en danza contemporánea.

## Biografía
Nace en Poitiers (Francia) donde empieza a estudiar ballet y danza contemporánea. Sigue su estudios en el Conservatoire National Supérieur de Musique et de Danse de Paris y obtiene el diploma de L’Ecole Supérieure del Centre National de Danse Contemporaine d’Angers (Francia).
Empieza su carrera como bailarín con la coreógrafa Carmen Werner en la compañía Provisional Danza.
“Las Locas de Chaillot” su primera pieza marca su comienzo como coreógrafo.
En 2003 funda, con la directora teatral y dramaturga Coral Troncoso, la compañía Megaló – Teatro Móvil.
Ganó el Tercer Premio del Certamen Coreográfico de Madrid y el Tercer Premio del Certamen Internacional de Coreografía Burgos Nueva York.

## Obra coreográfica

### En solitario (2014 - actualidad)
2021 Se celebran más de sesenta representaciones de la instalación coreográfica “NOLI ME TANGERE, un ensayo sobre la identidad especular" en Madrid
2018 "Lxs Indeseables"  se estrenó en Estocolmo. el 1 de agosto de 2018, en el ámbito de Europride.
2016 La pieza de calle "Los Desamorados", se estrenó frente al Palacio de Oriente, en Madrid, el 10 de julio de 2016, representándose, después, en otros parques y plazas de Madrid, en Tánger, Tetuán y Arcila, Marruecos.
2014 ¡Valgo? en el ámbito del Festival Madrid en Danza

### Para la compañía Megaló – Teatro Móvil (2002 - 2013)
2011 Pena Negra estrenada en la sede de la compañía Megaló – Teatro Móvil
2009 Excesivos estranada en el Théâtre de L’Institut Français de Madrid
2008 El Tendal estrenada en el Teatro Pradillo
2008 5 piezas para tomar con 1 café estrenada en Centro de Nuevos Creadores Sala Mirador
2007 Divos estrenada en el Teatro Pradillo
2006 La Rendición estrenada en el Teatro Pradillo
2005 Parentesis Verde estrenada en la plaza San Juan de Burgos
2005 Teselas estrenada en el Teatro Pradillo
2004 Fragmento de un discurso amoroso estrenada en el Teatro de Madrid
2004 Miedo estrenada en el Teatro Pradillo
2003 Cosas Para Llorar en Seco estrenada en el Teatro Pradillo
2002 Las Locas de Chaillot estrenada en el Teatro Canto de la Cabra

### Encargos
2017/18 Puzzle 1:12 encargo del Museo Thyssen-Bornemisza dentro de la exposición "Lección de arte" de educaThyssen
2017 3 vestidos  encargo del Museo Thyssen-Bornemisza para la exposición sobre Sonia Delaunay
2012 Fundido a 3 encargo del Ayuntamiento de Solsona (Cataluña)
2011 Al Abrigo del Tiempo encargo del Museo Thyssen-Bornemisza para el Día Internacional de los Museos en colaboración con los centros de Mayores del Ayuntamiento de Madrid
2011 El Rincón Rojo encargo por el Museo Thyssen-Bornemisza para la exposición sobre las Vanguardias Rusas
2011 Sin Título encargo del Museo Thyssen-Bornemisza para la exposición de Antonio López
2010 ? + ¡ = … encargo de la galería de Arte Issimm
2008 Encore une fois encargo de la compañía S’Adancir (Aurillac, Cantal)
2007 Mis Pies te Contarán encargo del Festival Internacional Madrid en Danza
2006 Dame 15 minutos que quiero volar un rato encargo de Laura Kumin para “A Pedir de Boca”
2005 Salocin encargo de La Tartana Teatro
2002 Lo que yo quiero saber es quien es otro encargo de  D.T. Espacio Escénico